# ジョージ・L・ストリート3世
ジョージ・レヴィック・ストリート3世（George Levick Street, III, 1913年7月27日 - 2000年2月26日）はアメリカ海軍の軍人。最終階級は大佐。名誉勲章受章者。
第二次世界大戦に活躍したアメリカ潜水艦の艦長の一人であり、大戦末期に「ティランテ」 (USS Tirante, SS-420) 艦長として端島（軍艦島）近海などで戦果を挙げ、済州島近海の泊地への攻撃の功により名誉勲章が贈られた。

## 生涯

### 前半生
ジョージ・レヴィック・ストリート3世は1913年7月27日、バージニア州リッチモンドに生まれる。1931年にアメリカ海軍予備部隊に入隊し、2年後に海軍兵学校（アナポリス）を受験して合格。1937年、ストリートはアナポリスを卒業。この世代は、卒業年次から「アナポリス1937年組」と呼称された。卒業後は1937年6月に少尉に任官し、軽巡洋艦「コンコード」 (USS Concord, CL-10) の砲術将校、戦艦「アーカンソー」 (USS Arkansas, BB-33) の通信将校を経たあと潜水艦を志願し、1940年6月にコネチカット州ニューロンドンの潜水学校を受講する。潜水学校の課程を終えたあと、ストリートは新鋭の潜水艦「ガー」 (USS Gar, SS-206) に配属され、1941年4月14日の竣工から1944年2月27日に退艦するまでの約3年間に9回の哨戒を経験し、砲術長や水雷長、TDC担当および航海担当副長を歴任した。その間、ストリートは1942年1月に中尉、1943年7月に大尉に昇進した。また、「ガー」での勤務中にシルバースターを2個授けられた。

### 「ティランテ」艦長
「ガー」を退艦したストリートは、第61潜水群司令付となって潜水群の機関担当スタッフとなる。次いで7月にはニューハンプシャー州ポーツマスに赴いて、ポーツマス海軍造船所で建造中の「ティランテ」の艦長に任命される。「ティランテ」は1944年11月6日に竣工し、ロングアイランド湾での整調訓練およびパナマ沖、オアフ島沖で訓練を行ったあと、1945年3月3日に最初の哨戒で九州近海に向かった。この時点では日本商船隊はそのほとんどが撃沈されていたが、ストリートは艦を陸岸に近い浅瀬に乗り入れて、いくつかの目標を発見。3月25日に特設駆潜艇「富士丸」（関西汽船、703トン）、3日後の3月28日に貨客船「名瀬丸」（大阪商船、1,218トン）をそれぞれ撃沈し、4月9日にはタモ53船団を攻撃して貨客船「日光丸」（東亜海運、5,057トン）を撃沈した。
「ティランテ」最初の哨戒のハイライトは、4月14日未明に済州島北西部の飛揚島泊地に停泊していたモシ02船団への攻撃である。アメリカ海軍情報局からの通報に基づいて「ティランテ」を飛揚島近海に持って行ったストリートは、モシ02船団が停泊中の海域が浅海であることを考慮し、浅瀬や機雷に注意を払いつつ浮上したまま戦闘配置を令し、銃砲に人員を配置して泊地の北方からモシ02船団に接近していった。この時点で「ティランテ」は魚雷を7本残していたが、そのうちの6本を特設運送船「寿山丸」（大連汽船、3,943トン）、海防艦「能美」および第31号海防艦に命中させて撃沈した。「寿山丸」に対しては魚雷を3本発射し、うち2本が命中した「寿山丸」は大規模な爆発を起こした。「途方もない美しい爆発」と戦時日誌に記したストレートは、続けて「白く、まばゆいばかりの炎を発する巨大なキノコ雲は、2,000フィートは達したであろうか。命中した瞬間は音はなかったが、間を入れずものすごい轟音がわれわれの耳に突き刺さった。撃沈は間違いないと確信した」とも記した。「ティランテ」は全速力で外洋に向かい、追ってきた「能美」と第31号海防艦に対して魚雷を発射し、「能美」は瞬時に沈没して第31号海防艦にも魚雷が命中。後者は魚雷自体が不発だったが爆雷が誘爆して第31号海防艦も沈没した。モシ02船団への攻撃は高く評価され、ストリートに名誉勲章が授与されたほか、「ティランテ」に殊勲部隊章、副長エドワード・L・ビーチ中尉（アナポリス1939年組）には海軍十字章がそれぞれ授けられた。
5月20日からの二度目の哨戒では早くもウルフパックを統率する立場となり、「ストリーツ・スウィーパーズ」 (Street's Sweepers) として9隻の潜水艦を指揮。6月11日、ストリートは「ティランテ」を操って再度大胆な要地攻撃を行った。長崎から約11キロしか離れていない端島と野母半島間の海域に侵入し、端島南東部の岸壁で石炭の積み込み作業中の輸送船「白寿丸」（白洋汽船、2,220トン）を発見して魚雷を2本命中させて撃沈。攻撃後、「ティランテ」は端島から離れようとしたが、右側の潜舵の調子が悪くなり、「ティランテ」は意を決して浮上でこの海域を脱出することとした。沿岸砲台からの砲撃が「ティランテ」の至近に着弾したが「ティランテ」は速度を上げ、この間に潜舵の調子が戻ったので、再び潜航して海域を離脱した。一連の攻撃の様子は、映像として残された。その後は黄海の奥深くに入り、7月8日に輸送船「済通丸」（大連汽船、1,037トン）を撃沈したほかジャンクなど撃ち沈め、7月19日にグアムアプラ港に帰投。要地侵入の末の「白寿丸」撃沈の戦功により、ストリートに海軍十字章が授けられた。
ストリートの「ティランテ」は8月12日に三度目の哨戒に出撃するも、3日後に日本が降伏したため引き返し、8月23日にミッドウェー島に帰投。その後は東海岸に回航され、10月にワシントン海軍工廠に到着。10月6日、ストリートはホワイトハウスに招待され、ハリー・S・トルーマン大統領から名誉勲章を授けられた。

### 戦後
ストリートは、「ティランテ」がいまだ太平洋戦線にあった1945年7月に中佐に昇進していた。間もなく1946年1月に「ティランテ」を去り、海軍省が製作したドキュメンタリー映画 "The Silent Service" に技術顧問として製作に参加する。1946年夏には海軍調査研究所に異動となり、最初の海中シンポジウムの開催に奔走した。1946年11月には潜水艦「レクゥイン」 (USS Requin, SS-481) 艦長となり、1948年6月まで務めた。「レクゥイン」では、レーダーピケット潜水艦が空母任務部隊を支援する演習を行う。1949年には、バージニア州ノーフォークのアメリカ統合軍幕僚学校で教員を務めたあとフロリダ州キーウェストの音響学校受講を経て、1951年に対潜掃討用として特に改装された駆逐艦「ホルダー (USS Holder, DD-819) 艦長となる。1952年から1953年にかけては第62潜水群司令となり、レーダーピケット潜水艦を集団として運用できるかどうかの評価策定にあたる。第62潜水群司令としての任期を終えたあとはアメリカ海軍作戦部入りし、同時に国軍政策事務局スタッフと統合参謀本部アシスタントの職を兼ねた。
1955年7月、ストリートは大佐に昇進。この1955年には、「ティランテ」時代の部下であるビーチが、ストリートに名誉勲章をもたらした「ティランテ」最初の哨戒をモデルに小説『深く静かに潜航せよ』を執筆した。1956年7月に国防大学の課程を卒業後は大西洋艦隊司令部のスタッフとなる。1958年7月から攻撃輸送艦「フレモント」 (USS Fremont, APA-44) 艦長を1年務め、マサチューセッツ工科大学で海軍予備将校訓練隊司令官と海洋科学科の教授となった。1961年10月、ストリートは第5潜水戦隊司令に就任し、海軍大学校の講師陣にも加わる。1964年12月からのサンフランシスコ湾エリア潜水艦グループおよび太平洋保管艦隊メア・アイランド地域部隊の司令がストリートの軍歴の最後となった職務であり、ストリートは1966年8月10日付で大佐の位で海軍を退役した。
退役後のストリートはジョージ・ワシントン大学大学院に入学し、国際情勢を学ぶ。1967年3月28日からはマサチューセッツ州ウーバンのウーバン・シニアハイスクールで海軍インストラクターと海洋科学科の講師となり、海軍を志願しようとする学生に対して海軍における諸活動のボランティアを勧める海軍公認の活動を行った。晩年はマサチューセッツ州アンドーバーの老人福祉施設に住む傍ら、市民活動に参加したりゴルフやテニス、庭いじりなどに興じる自適の生活を過ごした。ストリートは2000年2月26日にアンドーバーで86年の生涯を終え、遺体は遺言に従って半分は火葬にして海に散骨し、残りは2000年3月15日にアーリントン国立墓地に埋葬された。

## 記録と栄誉
|              | 出撃地 | 出撃日        | 日数 | 戦時中認定の戦果 隻数/トン数 | JANAC認定の戦果 隻数/トン数 | 哨戒区域 |
| ------------ | ------ | ------------- | ---- | ---------------------------- | --------------------------- | -------- |
| ティランテ-1 | 真珠湾 | 1945年3月3日  | 52   | 8 / 28,300                   | 6 / 12,621                  | 東シナ海 |
| ティランテ-2 | 真珠湾 | 1945年5月20日 | 57   | 3 / 7,400                    | 2 / 3,265                   | 東シナ海 |

| 順位（隻数） | 哨戒回数 | 隻数/トン数 戦時中認定 | 隻数/トン数 JANAC |
| ------------ | -------- | ---------------------- | ----------------- |
| 49           | 2        | 11 / 35,700            | 8 / 15,886        |

### 名誉勲章
もっとも、ストリート自身は「すべての乗組員は私とともにあった」という信念により、「ティランテ」そのものに授けられた殊勲部隊章に名誉勲章以上の価値を見出していた。